# Blackstad
Blackstad är en småort i Västerviks kommun och kyrkby i Blackstads socken. 
Genom Blackstad gick tidigare huvudvägen mellan Västervik och Vimmerby. Orten är fortfarande en knutpunkt, då många fordon passerar där när de är på väg mellan Gamleby och Vimmerby. 
I Blackstad finns Blackstads kyrka, förskola och skola med fritidshem. Vid skolan finns en tempererad utomhuspool. Det finns även en mataffär, mack, catering, bibliotek, Blackstad Rambutik och datorföretag i Blackstad.